# Туріс
Туріс, Торіс (ісп. Turís (офіційна назва), валенс. Torís) — муніципалітет в Іспанії, у складі автономної спільноти Валенсія, у провінції Валенсія. Населення — 6546 осіб (2010).

## Географія
Муніципалітет розташований на відстані близько 280 км на південний схід від Мадрида, 30 км на захід від Валенсії.

## Демографія
Динаміка населення (INE ):

## Галерея зображень

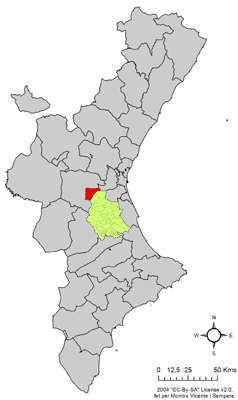
Розташування муніципалітету у автономній спільноті Валенсія
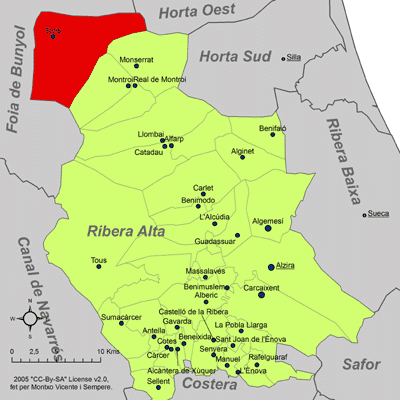
Розташування муніципалітету Туріс у комарці Рібера-Альта